# Marrocos nos Jogos Olímpicos de Verão de 1984
O Marrocos participou dos Jogos Olímpicos de Verão de 1984, realizados em Los Angeles, Estados Unidos. O país retornou às Olimpíadas após participar do boicote aos Jogos Olímpicos de Verão de 1980.

## Medalhistas

### Ouro
- Saïd Aouita — Atletismo, 5.000m masculino
- Nawal El Moutawakel — Atletismo, 400m com barreiras feminino

## Resultados por Evento

### Atletismo
1.500m masculino
- Faouzi Lahbi
  - Eliminatória — 3:47.54 (→ não avançou)

5.000m masculino
- Saïd Aouita
  - Eliminatória — 13:45.66
  - Semifinal — 13:28.39
  - Final — 13:05.59 (→  Medalha de Ouro)

400m com barreiras feminino
- Nawal El Moutawakel
  - Eliminatória — 56.49
  - Semifinal — 55.65
  - Final — 54.61 (→  Medalha de Ouro)

### Boxe
Peso Mosca-ligeiro (– 48 kg)
- Mahjoub Mjirich
  1. Primeira rodada — Perdeu para Agapito Gómez (Espanha), por pontos (2:3)

### Ciclismo
Estrada individual masculino
- Mustapha Najjari – +22:30 (→ 54º lugar)
- Mustapha Afandi – não terminou (→ sem classificação)
- Brahim Benbouilla – não terminou (→ sem classificação)
- Ahmed Rhaili – não terminou (→ sem classificação)

### Futebol

#### Competição Masculina
- Fase Preliminar (Grupo C)
  - Marrocos – Alemanha Ocidental 0 – 2
  - Marrocos – Arábia Saudita 1 – 0
  - Marrocos – Brasil 0 – 2
- Quartas-de-final
  - → Não avançou
- Elenco:
  - ( 1.) Ezaki Badou
  - ( 2.) Saad Dahan
  - ( 3.) Abdelmajid Lands
  - ( 4.) Mostafa Elbiyaz
  - ( 5.) Noureddine Bouyahiaoui
  - ( 6.) Abdelmajid Dolmy
  - ( 7.) Mustapha Elhadaoui
  - ( 8.) Driss Mouttaqui
  - ( 9.) Hassan Hanini
  - (10.) Mohammed Timoumi
  - (11.) Khalid Elbied
  - (12.) Salaheddine Hmied
  - (13.) Mustapha Merry
  - (14.) Mohamed Safri
  - (15.) Lahcen Ouadani
  - (16.) Hamid Janina
  - (17.) Abdeslam Elghrissi